# Matt Freije
Matthew Wayne „Matt“ Freije (* 2. Oktober 1981 in Overland Park, Kansas) ist ein libanesisch-US-amerikanischer Basketballspieler.
Freije ist 2,06 m groß und 108 kg schwer und spielt in der Position des Power Forward. Er startete seine sportliche Karriere bei der Vanderbilt University. Im NBA Draft 2004 wurde er an Nr. 53 von Miami Heat ausgewählt und spielte anschließend für die New Orleans Hornets und die Atlanta Hawks. Danach wechselte er nach Puerto Rico zu Brujos de Guayama.
Von Oktober bis Dezember 2007 stand er beim deutschen Bundesligisten Artland Dragons unter Vertrag, wo er den verletzten Rich Melzer ersetzte.